# کاروانسرای خان خوره
کاروانسرای خان خوره مربوط به دوره صفوی است و در شهرستان آباده، روستای خان خوره واقع شده و این اثر در تاریخ ۱۲ مهر ۱۳۷۶ با شمارهٔ ثبت ۱۹۲۸ به‌عنوان یکی از آثار ملی ایران به ثبت رسیده است.